# サリャーン郡
サリャーン郡(サリャーンぐん、ネパール語：सल्यान जिल्ला)は、ネパール北西部のカルナリ州の郡。
郡都はサリャーン。
2021年国勢調査の人口は23万8668人。
面積は1462km²。